# Primonatalus
Primonatalus is een geslacht van uitgestorven fossiele vleermuizen uit de familie der trechteroorvleermuizen (Natalidae) uit het Vroeg-Mioceen van Florida. De enige soort en typesoort is Primonatalus prattae en is bekend van 32 fossielen (boven- en onderkaken, afzonderlijke tanden en verschillende andere botten) en is de oudste beschreven vorm van de familie (uit het Vroeg-Oligoceen van Florida is een radius van een onbeschreven trechteroor bekend). P. prattae is gevonden in de lokale fauna van Thomas Farm in noordelijk Florida. De geslachtsnaam verwijst naar het feit dat Primonatalus een van de eerste (Latijn: primus) trechteroren was, de soortnaam is gegeven ter ere van Dr. Ann Pratt, die zich bezighoudt met fossiele zoogdieren uit Florida en daarbij onder andere Primonatalus vond. P. prattae is een middelgrote soort voor de familie. De verschillende gevonden tanden zijn 1,06 tot 1,28 mm lang en 0,50 tot 1,44 mm breed.
Chilonatalus · Natalus · Nyctiellus · Primonatalus†